# Erasmus-Gymnasium Amberg
Das Erasmus-Gymnasium ist ein humanistisches und neusprachliches Gymnasium in Amberg. Es gehört mit seiner fast 400-jährigen Schultradition zu den ältesten Schulen Deutschlands und ist sogar die älteste der „oberen Pfalz“, wie die Oberpfalz einst genannt wurde.

## Geschichte
Die Wurzeln gehen auf eine Lateinschule bei Sankt Martin im Jahre 1385 zurück. Das Gymnasium wurde explizit 1626 von den Jesuiten gegründet. Das ab 1665 erbaute Jesuitenkolleg war zugleich Klerikalseminar. Von 1722 bis 1865 war ein Lyzeum mit einer philosophischen und einer theologischen Sektion angegliedert. Nach Aufhebung des Jesuitenordens 1773 wurde die Schule ein kurfürstliches, 1806 ein königliches und 1918 ein staatliches humanistisches Gymnasium.
1921 bezog die Schule einen Neubau auf dem Kugelbühl am südwestlichen Rand der Amberger Altstadt. 1965 wurde ein neusprachlicher Zweig an den bestehenden altsprachlichen angegliedert, die bislang als Humanistisches Gymnasium firmierende Schule erhielt am 14. März 1966 den Namen Erasmus-Gymnasium. Damit soll an Erasmus von Rotterdam erinnert werden. 1969 folgte ein Erweiterungsbau, 1986 eine Doppelsporthalle. Das Gymnasium blickt auf 398 Jahre Schultradition zurück.

## Das Gymnasium heute
Die Schule steht seit 2020 unter der Leitung von Christian Weiß-Mayer. Mit ca. 450 Schülern gehört das Gymnasium zu den kleineren Schulen dieser Schulform.

### Sprachenfolgen
- Seit dem Schuljahr 2016/17 besteht in der 5. Jahrgangsstufe die Wahlmöglichkeit zwischen Latein oder Englisch. Das jeweils andere Fach wird dann in der 6. Klasse zur zweiten Fremdsprache.[3]
- In der 8. Klasse wählen die Schüler eine dritte Fremdsprache aus. Zur Wahl stehen Altgriechisch (Humanistische Ausbildungsrichtung) und Französisch (neusprachliche Ausbildungsrichtung).[3]
- Am Ende der 9. Klasse kann Latein abgewählt und stattdessen ab Beginn der 10. Jahrgangsstufe drei Jahre lang Italienisch belegt werden.[3] Die Schüler, die sich dazu entscheiden, können am Ende des 9. Schuljahrs eine Prüfung ablegen und damit das Latinum erhalten. Bei Nichtantritt oder Nichtbestehen werden lediglich „gesicherte Lateinkenntnisse“ bescheinigt.

### Wahlfächer
- Sprachen: Jugend debattiert, Englisch-Konversation, Spanisch, Schwedisch
- Naturwissenschaften: Lego-Robotik, Astronomie, X-Perimente, Experimente Antworten, Mathe-Pluskurs
- Musik: verschiedene Chöre, Orchester, Violine, Band
- Theater: mehrere Schauspielgruppen (Unterstufe, Mittel-/Oberstufe)
- Sport: Volleyball, Klettern, Mountainbike, Skilanglauf, Schwimmen, Leichtathletik
- Computer: Textverarbeitung, Informatik, Homepage
- Schach, Schülerzeitung, Schulsanitäter, Schülerbücherei, DIY[4]

### Arbeitskreise
- EG-Hilft
- Kuchen-AK
- Herzens-AK
- Weihnachts-AK
- Fair Future
- Skifahrt
- T-Shirt-AK

### Schülerzeitung
Die Schülerzeitung "EGoist" des Gymnasiums wurde bereits mehrfach in regionalen Schülerzeitungswettbewerben ausgezeichnet.
Im Jahr 2016 errang sie im Schülerzeitungswettbewerb der deutschen Bundesländer mit dem Förderpreis der Kategorie Gymnasium erstmals auch einen Preis auf Bundesebene.

### Partnerschaften
Das Erasmus-Gymnasium führt mit drei Schulen in Europa eine Partnerschaft. Jedes Jahr finden folgende Schüleraustausche statt:
- mit Périgueux, Frankreich (14-tägiger Austausch in der 9. Jahrgangsstufe)
- mit Desenzano, Italien (8-tägiger Austausch in der 11. Jahrgangsstufe)
- mit Bergen, Norwegen (7-tägiger Austausch in der 10 Jahrgangsstufe)

## Logo
Seit Ende Dezember 2013 hat die Schule ein neues Logo. Dieses stellt eine Eule dar, die einerseits für die humanistische Bildung durch die alten Sprachen Latein und Griechisch steht, andererseits aber auch die „Erfindungen der Naturwissenschaft und Technik“ symbolisieren soll. Das Logo der Schule wurde 2018 geringfügig farblich verändert.

## Persönlichkeiten
Jeweils in alphabetischer Reihenfolge

### Lehrer
- Johann von Gott Fröhlich (1780–1849), klassischer Philologe
- Maurus Hagel (1780–1842), Benediktinermönch und katholischer Theologe, 1805–1816 Lehrer, 1816–1824 Professor am Lyzeum
- Georg Blößner (1859–1950), kath. Geistlicher, Heimatforscher, 1894–1926 Direktor des Studienseminars
- Georg Völkl (1907–1988), Lehrer, Heimatforscher und Historiker, 1839–1950 Direktor des Studienseminars

### Schüler
- Karl Adam (1876–1966), Theologe
- Georg Agricola (1530–1575), Pädagoge, Mediziner
- Joseph Franz von Allioli (1793–1873), Theologe
- Jakob Bauer (1787–1854), Jurist, Bürgermeister
- Rudolph Bauer (* 1939), Sozialarbeitswissenschaftler
- Max Biebl (1893–1968), Chirurg und Hochschullehrer
- Franz Biebl (1906–2001), Komponist, vorwiegend von Chormusik, Dirigent
- Wilhelm Birett (1793–1837), Buchhändler in Augsburg
- Ernst Bodensteiner (1869–1936), Altphilologe, Gymnasiallehrer
- Eduard Bösl (1925–2000), OFM, Missionsbischof in Bolivien
- Martina Claus-Bachmann (* 1954), Musikethnologin und Musikpädagogin
- Anselm Desing (1699–1772), Benediktinerabt
- Anton Dobmeier (1921–2011), Forstdirektor, Landtagsabgeordneter
- Anton Dollacker (1862–1944), Jurist, Heimatforscher
- Akos Doma (* 1963), Schriftsteller, Übersetzer
- Karin Donhauser (* 1956), Professorin für Geschichte der Deutschen Sprache an der Humboldt-Universität Berlin
- Eduard Dostler (1892–1917), Offizier der Fliegertruppe
- Gerwin Eisenhauer (* 1967), Jazz-Schlagzeuger
- Valentin Faltlhauser (1876–1961), Psychiater
- Adam von Faßmann (1785–1840), Apotheker und Politiker
- Johann Georg Feßmaier (1775–1828), Rechtswissenschaftler, Historiker und Regierungsbeamter
- Johannes Fischer (1590–1659), Pädagoge, Jurist
- Franz Gleißner (1761–1818), Komponist, Hofmusiker, Sänger, Verfasser eines Mozartverzeichnisses, Miterfinder des lithografischen Notendrucks
- Erich Hiltl (1932–2020), Chorleiter
- Walter Höllerer (1922–2003), Literaturwissenschaftler
- Johann Baptist Kastner (1775–1841), römisch-katholischer Theologe und Geistlicher
- Paul Kestel (1931–2023), Gymnasiallehrer, Landtagsabgeordneter
- Andreas Knorr (geb. 1964), Nationalökonom
- Rupert Kornmann (1757–1817), Mathematiker, Philosoph, Benediktinerabt
- Konrad Max Kunz (1812–1875), Chordirektor, Leiter Bühnenmusik, Komponist der Melodie der Bayernhymne (1860)
- Johann Lehner (1827–1897), Amtsgerichtssekretär, Reichstagsabgeordneter
- Peter Lippert (1879–1936), Theologe
- Ludwig Mehler (1816–1872), Geistlicher, Theologe und Gymnasiallehrer
- Albrecht Ritter Mertz von Quirnheim (1905–1944), Oberst im Generalstab, ermordet im Kontext des Attentats vom 20. Juli 1944
- Johann Nepomuk Mederer (1734–1808), Historiker und Jesuit
- Johann Adam Oberndorfer (1792–1871), Nationalökonom und Hochschullehrer
- Albert Oeckl (1909–2001), Kommunikationswissenschaftler
- Notburga Ott (* 1954), geb. Nuß, Professorin für Sozialpolitik und Institutionenökonomik an der Ruhr-Universität Bochum
- Josef Anselm Pangkofer (1804–1854), Mundartdichter
- Eugen Pausch (1758–1838), Zisterzienser-Pater und Komponist. 1803–1804 Inspector des Seminars
- Franz Seraph von Pfistermeister (1820–1912), Staatsrat
- Joseph Pfleger (1872–1964), Reichstagsabgeordneter, Rechtsanwalt
- Max Pollwein (1885–1944), Jurist, Oberbürgermeister
- Franz Prechtl (1927–2018), Gymnasiallehrer, Oberbürgermeister
- Franz Ignaz Pruner (1808–1882), Mediziner, Anthropologe
- Hans Raß (1911–1997), Landtagsabgeordneter, Landrat
- Emmanuel Reichenberger (1888–1966), Theologe
- Sebastian Regler (1884–1959), Jurist, Bürgermeister
- Johann Nepomuk von Ringseis (1785–1880), Mediziner
- Wilhelm Roth (1872–1951), Verwaltungsjurist, Bezirksoberamtmann
- Franz Anton Rußwurm (1831–1881), Theologe, Schulinspektor, Reichstagsabgeordneter
- Joseph Schaefler (1843–1891), Pfarrer, Abgeordneter
- Maurus von Schenkl (1749–1816), Benediktinerpater, Theologe und Bibliothekar
- Hans Schmeiler (* 1950), kirchlicher Autor
- Fritz Schnelbögl (1905–1977), Historiker, Archivar und Heimatforscher
- Franz Xaver Schönwerth (1810–1886), Volkskundler
- Joseph Rudolf Schuegraf (1790–1861), Historiker
- Alois Segerer (1938–2015), Redakteur der Münchner Abendzeitung, Buchautor
- Ignatius von Senestrey (1818–1906), Bischof
- Thomas Sigmund (* 1966), Journalist, Sachbuchautor
- Georg Sparrer (1877–1936), Apotheker, Reichstagsabgeordneter
- Ludwig Stiegler (* 1944), Jurist, Bundestagsabgeordneter
- Joseph von Thoma (1767–1849), Forstbeamter
- Volker Ullrich (* 1975), Jurist, Wirtschaftswissenschaftler, Bundestagsabgeordneter
- Kaspar Vogt (1760–1807), Musiker, Seminar-Präfekt, Pfarrer in seinem Geburtsort Kulmain
- Johann Baptist Weigl (1783–1852), Domkapitular, Theologieprofessor und Komponist
- Karl Weinmann (1873–1929), Theologe, Musikforscher und Magister Choralis
- Georg Friedrich Wiedemann (1787–1864), Theologe, Historiker
- Helmut Wilhelm (1946–2022), Richter, Bundestagsabgeordneter
- Iris Winkler (* 1968), Hochschullehrerin, Fachdidaktikerin
- Georg Michael Wittmann (1760–1833), Bischof